# Domazan
Domazan est une commune française située dans l'est du département du Gard, en région Occitanie.
Exposée à un climat méditerranéen, elle est drainée par le Briançon et par un autre cours d'eau. La commune possède un patrimoine naturel remarquable composé de deux zones naturelles d'intérêt écologique, faunistique et floristique.
Domazan est une commune rurale qui compte 966 habitants en 2022, après avoir connu une forte hausse de la population depuis 1962. Elle fait partie de l'aire d'attraction d'Avignon. Ses habitants sont appelés les Domazannais ou  Domazannaises.

## Géographie

### Communes limitrophes
La commune de Domazan est limitrophe des communes de Rochefort-du-Gard, Saze, Aramon, Théziers et Estézargues.

### Hydrographie et relief
Le ruisseau Briançon prend sa source dans la commune et traverse le centre du village.

### Climat
Pour des articles plus généraux, voir Climat de l'Occitanie et Climat du Gard.
En 2010, le climat de la commune est de type climat méditerranéen franc, selon une étude s'appuyant sur une série de données couvrant la période 1971-2000. En 2020, Météo-France publie une typologie des climats de la France métropolitaine dans laquelle la commune est exposée à un climat méditerranéen et est dans la région climatique Provence, Languedoc-Roussillon, caractérisée par une pluviométrie faible en été, un très bon ensoleillement (2 600 h/an), un été chaud (21,5 °C), un air très sec en été, sec en toutes saisons, des vents forts (fréquence de 40 à 50 % de vents > 5 m/s) et peu de brouillards.
Pour la période 1971-2000, la température annuelle moyenne est de 13,3 °C, avec une amplitude thermique annuelle de 17,1 °C. Le cumul annuel moyen de précipitations est de 748 mm, avec 5,8 jours de précipitations en janvier et 2,9 jours en juillet. Pour la période 1991-2020, la température moyenne annuelle observée sur la station météorologique la plus proche, située sur la commune de Pujaut à 13 km à vol d'oiseau, est de 14,6 °C et le cumul annuel moyen de précipitations est de 672,8 mm,. Pour l'avenir, les paramètres climatiques de la commune estimés pour 2050 selon différents scénarios d’émission de gaz à effet de serre sont consultables sur un site dédié publié par Météo-France en novembre 2022.

### Milieux naturels et biodiversité

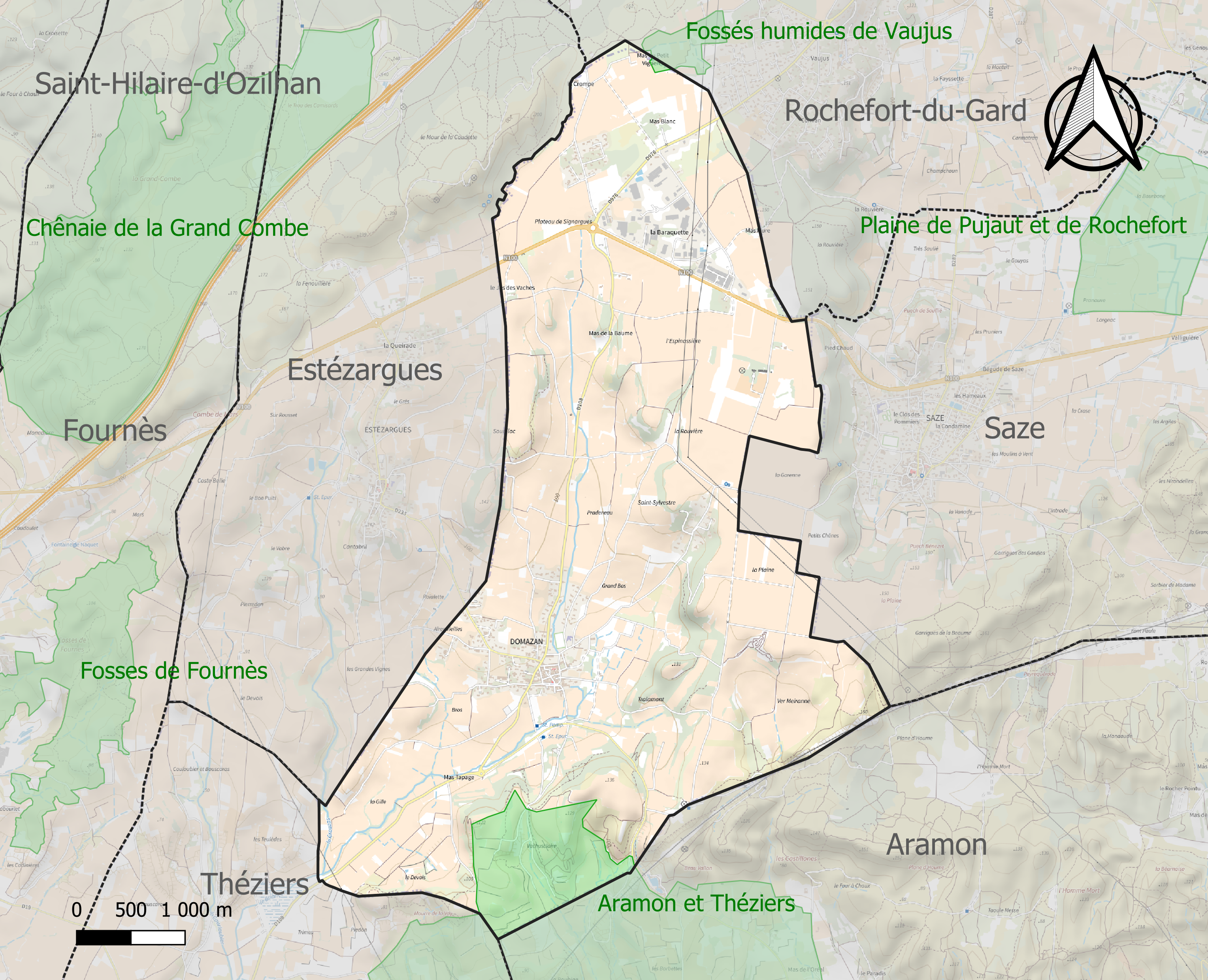
Carte des ZNIEFF de type 1 localisées sur la commune.

L’inventaire des zones naturelles d'intérêt écologique, faunistique et floristique (ZNIEFF) a pour objectif de réaliser une couverture des zones les plus intéressantes sur le plan écologique, essentiellement dans la perspective d’améliorer la connaissance du patrimoine naturel national et de fournir aux différents décideurs un outil d’aide à la prise en compte de l’environnement dans l’aménagement du territoire.
Deux ZNIEFF de type 1 sont recensées sur la commune :
« Aramon et Théziers » (783 ha), couvrant 3 communes du département, et 
les « fossés humides de Vaujus » (13 ha), couvrant 2 communes du département.

## Urbanisme

### Typologie
Au 1er janvier 2024, Domazan est catégorisée bourg rural, selon la nouvelle grille communale de densité à sept niveaux définie par l'Insee en 2022.
Elle est située hors unité urbaine. Par ailleurs la commune fait partie de l'aire d'attraction d'Avignon, dont elle est une commune de la couronne,. Cette aire, qui regroupe 48 communes, est catégorisée dans les aires de 200 000 à moins de 700 000 habitants,.

### Occupation des sols

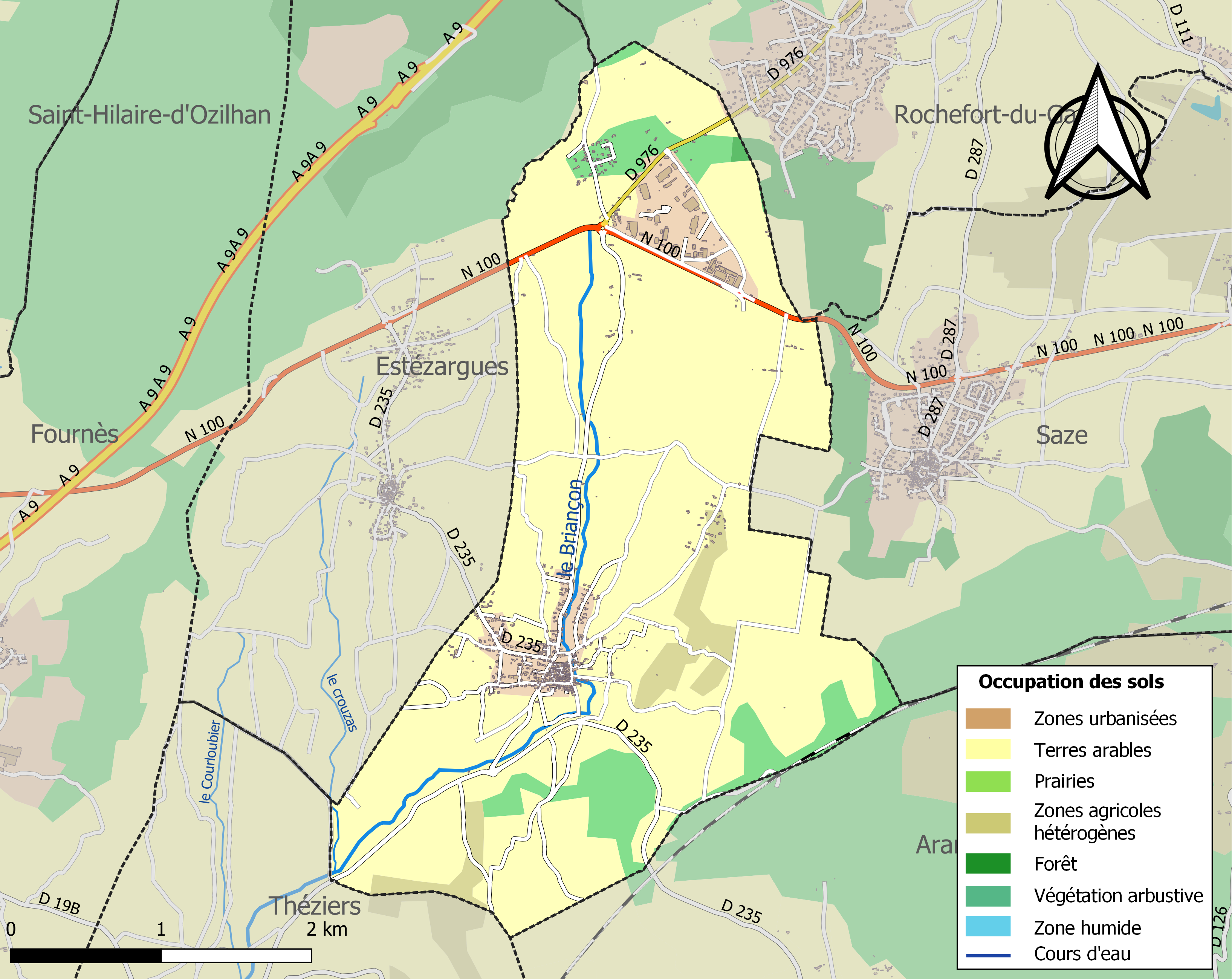
Carte des infrastructures et de l'occupation des sols de la commune en 2018 (CLC).

L'occupation des sols de la commune, telle qu'elle ressort de la base de données européenne d’occupation biophysique des sols Corine Land Cover (CLC), est marquée par l'importance des territoires agricoles (85 % en 2018), en augmentation par rapport à 1990 (79,2 %). La répartition détaillée en 2018 est la suivante : 
cultures permanentes (81,1 %), milieux à végétation arbustive et/ou herbacée (8 %), zones agricoles hétérogènes (4 %), zones industrielles ou commerciales et réseaux de communication (3,7 %), zones urbanisées (3 %), forêts (0,3 %). L'évolution de l’occupation des sols de la commune et de ses infrastructures peut être observée sur les différentes représentations cartographiques du territoire : la carte de Cassini (XVIIIe siècle), la carte d'état-major (1820-1866) et les cartes ou photos aériennes de l'IGN pour la période actuelle (1950 à aujourd'hui).

### Voies de communication et transports
La commune est traversée par la Route nationale 100.

### Risques majeurs
Le territoire de la commune de Domazan est vulnérable à différents aléas naturels : météorologiques (tempête, orage, neige, grand froid, canicule ou sécheresse), inondations, feux de forêts et séisme (sismicité modérée). Il est également exposé à un risque technologique, le transport de matières dangereuses. Un site publié par le BRGM permet d'évaluer simplement et rapidement les risques d'un bien localisé soit par son adresse soit par le numéro de sa parcelle.

#### Risques naturels
Certaines parties du territoire communal sont susceptibles d’être affectées par le risque d’inondation par débordement de cours d'eau, notamment le Briançon. La commune a été reconnue en état de catastrophe naturelle au titre des dommages causés par les inondations et coulées de boue survenues en 1982, 1987, 1988, 1991, 2002, 2004 et 2008,.

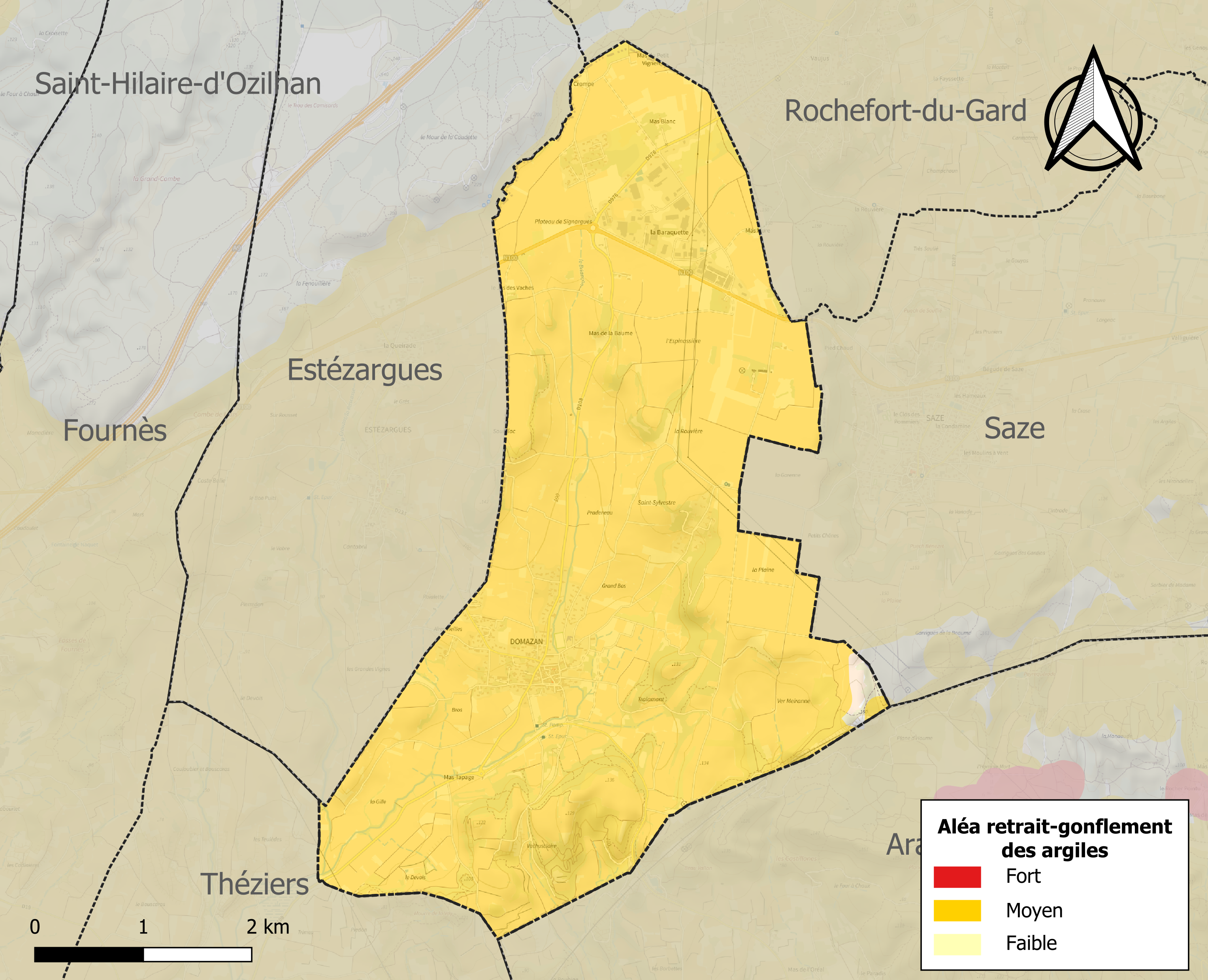
Carte des zones d'aléa retrait-gonflement des sols argileux de Domazan.

Le retrait-gonflement des sols argileux est susceptible d'engendrer des dommages importants aux bâtiments en cas d’alternance de périodes de sécheresse et de pluie. 99,4 % de la superficie communale est en aléa moyen ou fort (67,5 % au niveau départemental et 48,5 % au niveau national). Sur les 399 bâtiments dénombrés sur la commune en 2019, 399 sont en aléa moyen ou fort, soit 100 %, à comparer aux 90 % au niveau départemental et 54 % au niveau national. Une cartographie de l'exposition du territoire national au retrait gonflement des sols argileux est disponible sur le site du BRGM,.
Par ailleurs, afin de mieux appréhender le risque d’affaissement de terrain, l'inventaire national des cavités souterraines permet de localiser celles situées sur la commune.

#### Risques technologiques
Le risque de transport de matières dangereuses sur la commune est lié à sa traversée par des infrastructures routières ou ferroviaires importantes ou la présence d'une canalisation de transport d'hydrocarbures. Un accident se produisant sur de telles infrastructures est en effet susceptible d’avoir des effets graves au bâti ou aux personnes jusqu’à 350 m, selon la nature du matériau transporté. Des dispositions d’urbanisme peuvent être préconisées en conséquence.

## Toponymie
Occitan Doumazan, du roman Domazan, du bas latin Domazanum, Domasanum, Domesanum, du latin Domitianum.
Ses habitants sont appelés les Domazanais et les Domazanaises.

## Histoire

### Moyen Âge
Villa de Domezano en 1211.

## Politique et administration

### Liste des maires
| Période                                  | Période  | Identité        | Étiquette             | Qualité |
| ---------------------------------------- | -------- | --------------- | --------------------- | --- |
| 1959                                     | 1989     | Jean Poudevigne | CNI puis CDP puis UDF | Conseil en relations publiques Sénateur de la Communauté (1959-1961) Député de la deuxième circonscription du Gard (1958-1962, 1963-1973) Conseiller général du canton d'Aramon (1961-2001) |
| 1989                                     | 2014     | Francis Fabre   | DVD                   | |
| 2014                                     | En cours | Louis Donnet    | DVG                   | Ingénieur |
| Les données manquantes sont à compléter. |          |                 |                       | |

## Population et société

### Démographie
L'évolution du nombre d'habitants est connue à travers les recensements de la population effectués dans la commune depuis 1793. Pour les communes de moins de 10 000 habitants, une enquête de recensement portant sur toute la population est réalisée tous les cinq ans, les populations de référence des années intermédiaires étant quant à elles estimées par interpolation ou extrapolation. Pour la commune, le premier recensement exhaustif entrant dans le cadre du nouveau dispositif a été réalisé en 2004.

En 2022, la commune comptait 966 habitants, en évolution de +4,32 % par rapport à 2016 (Gard : +2,97 %, France hors Mayotte : +2,11 %).
| 1793 | 1800 | 1806 | 1821 | 1831 | 1836 | 1841 | 1846 | 1851 |
| ---- | ---- | ---- | ---- | ---- | ---- | ---- | ---- | ---- |
| 505  | 349  | 439  | 483  | 485  | 480  | 500  | 509  | 510  |

| 1856 | 1861 | 1866 | 1872 | 1876 | 1881 | 1886 | 1891 | 1896 |
| ---- | ---- | ---- | ---- | ---- | ---- | ---- | ---- | ---- |
| 516  | 552  | 540  | 525  | 503  | 474  | 464  | 458  | 436  |

| 1901 | 1906 | 1911 | 1921 | 1926 | 1931 | 1936 | 1946 | 1954 |
| ---- | ---- | ---- | ---- | ---- | ---- | ---- | ---- | ---- |
| 437  | 428  | 464  | 368  | 358  | 401  | 450  | 416  | 422  |

| 1962 | 1968 | 1975 | 1982 | 1990 | 1999 | 2004 | 2006 | 2009 |
| ---- | ---- | ---- | ---- | ---- | ---- | ---- | ---- | ---- |
| 395  | 432  | 454  | 513  | 671  | 740  | 815  | 801  | 916  |

| 2014 | 2019 | 2022 | - | - | - | - | - | - |
| ---- | ---- | ---- | - | - | - | - | - | - |
| 913  | 939  | 966  | - | - | - | - | - | - |

## Économie

### Revenus
En 2018  (données Insee publiées en septembre 2021), la commune compte 386 ménages fiscaux, regroupant 934 personnes. La médiane du revenu disponible par unité de consommation est de 23 960 € (20 020 € dans le département).

### Emploi
|                | 2008   | 2013  | 2018  |
| -------------- | ------ | ----- | ----- |
| Commune        | 7,1 %  | 7,9 % | 7,2 % |
| Département    | 10,6 % | 12 %  | 12 %  |
| France entière | 8,3 %  | 10 %  | 10 %  |

En 2018, la population âgée de 15 à 64 ans s'élève à 597 personnes, parmi lesquelles on compte 77,3 % d'actifs (70,2 % ayant un emploi et 7,2 % de chômeurs) et 22,7 % d'inactifs,. Depuis 2008, le taux de chômage communal (au sens du recensement) des 15-64 ans est inférieur à celui de la France et du département.
La commune fait partie de la couronne de l'aire d'attraction d'Avignon, du fait qu'au moins 15 % des actifs travaillent dans le pôle,. Elle compte 531 emplois en 2018, contre 526 en 2013 et 559 en 2008. Le nombre d'actifs ayant un emploi résidant dans la commune est de 425, soit un indicateur de concentration d'emploi de 124,9 % et un taux d'activité parmi les 15 ans ou plus de 61,8 %.
Sur ces 425 actifs de 15 ans ou plus ayant un emploi, 99 travaillent dans la commune, soit 23 % des habitants. Pour se rendre au travail, 88,5 % des habitants utilisent un véhicule personnel ou de fonction à quatre roues, 1,4 % les transports en commun, 4,7 % s'y rendent en deux-roues, à vélo ou à pied et 5,4 % n'ont pas besoin de transport (travail au domicile).

### Activités hors agriculture

#### Secteurs d'activités
114 établissements sont implantés  à Domazan au 31 décembre 2019. Le tableau ci-dessous en détaille le nombre par secteur d'activité et compare les ratios avec ceux du département,.
| Secteur d'activité                                                                                        | Commune | Commune | Département |
| Secteur d'activité                                                                                        | Nombre  | %       | %           |
| --- | ------- | ------- | ----------- |
| Ensemble                                                                                                  | 114     |         |             |
| Industrie manufacturière, industries extractives et autres                                                | 15      | 13,2 %  | (7,9 %)     |
| Construction                                                                                              | 27      | 23,7 %  | (15,5 %)    |
| Commerce de gros et de détail, transports, hébergement et restauration                                    | 34      | 29,8 %  | (30 %)      |
| Information et communication                                                                              | 2       | 1,8 %   | (2,2 %)     |
| Activités immobilières                                                                                    | 9       | 7,9 %   | (4,1 %)     |
| Activités spécialisées, scientifiques et techniques et activités de services administratifs et de soutien | 14      | 12,3 %  | (14,9 %)    |
| Administration publique, enseignement, santé humaine et action sociale                                    | 8       | 7 %     | (13,5 %)    |
| Autres activités de services                                                                              | 5       | 4,4 %   | (8,8 %)     |

Le secteur du commerce de gros et de détail, des transports, de l'hébergement et de la restauration est prépondérant sur la commune puisqu'il représente 29,8 % du nombre total d'établissements de la commune (34 sur les 114 entreprises implantées  à Domazan), contre 30 % au niveau départemental.

#### Entreprises et commerces
Les cinq entreprises ayant leur siège social sur le territoire communal qui génèrent le plus de chiffre d'affaires en 2020 sont :
- Falco SEM, fabrication de fûts et emballages métalliques similaires (13 308 k€) ;
- Laboratoire Pasquier, fabrication d'autres produits alimentaires n.c.a. (11 090 k€) ;
- Armapro, fabrication d'articles en fils métalliques, de chaînes et de ressorts (4 837 k€) ;
- Gaujacoise De Voies Ferrees - Travaux Publics - GVF - TP, construction de voies ferrées de surface et souterraines (4 591 k€) ;
- Optopack France, autres intermédiaires du commerce en produits divers (2 255 k€).

### Agriculture

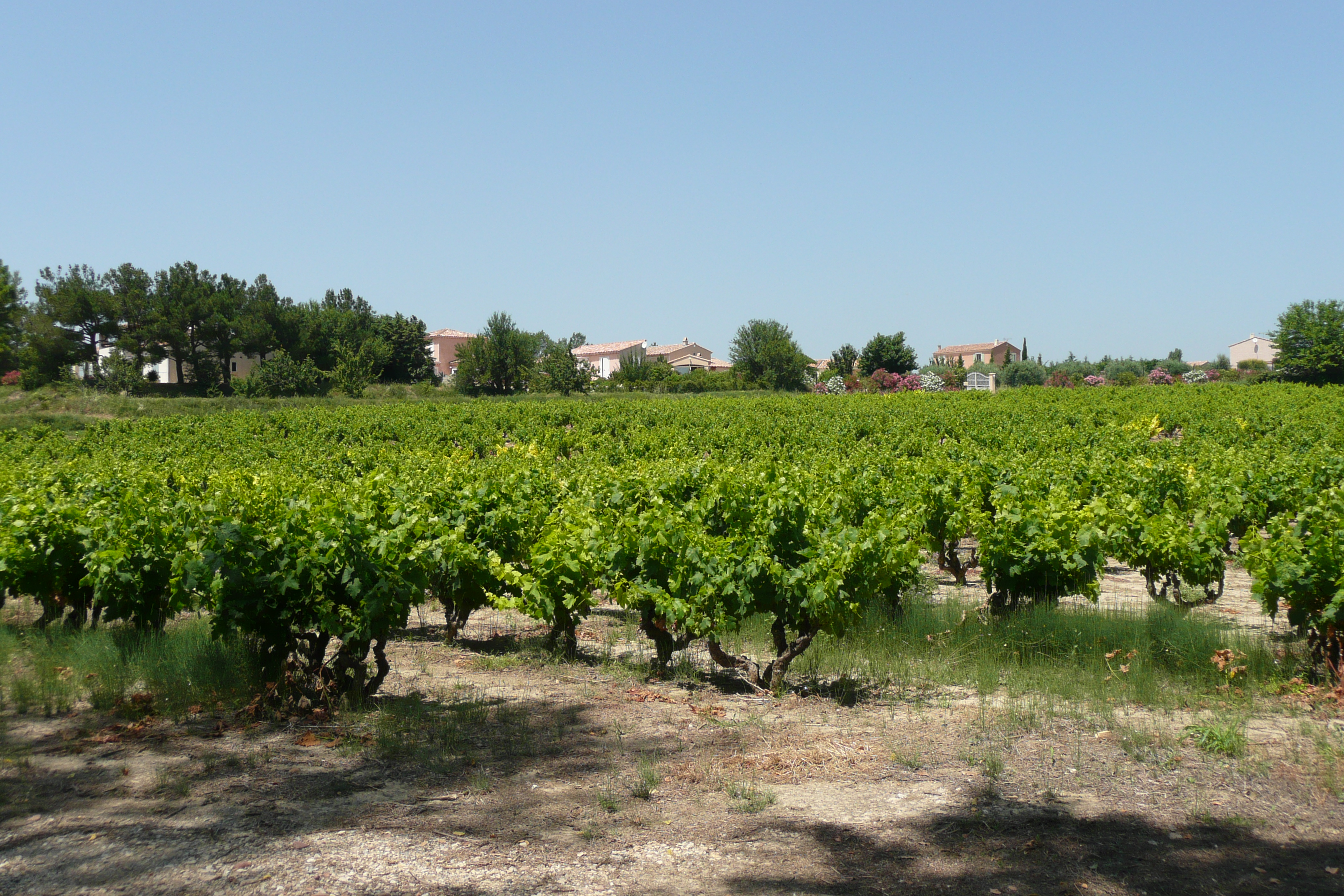
Le vignoble domazanais.

La commune est dans la vallée du Rhône, une petite région agricole occupant la frange est du département du Gard. En 2020, l'orientation technico-économique de l'agriculture  sur la commune est la viticulture.
|               | 1988 | 2000  | 2010 | 2020 |
| ------------- | ---- | ----- | ---- | ---- |
| Exploitations | 47   | 39    | 34   | 23   |
| SAU (ha)      | 948  | 1 034 | 847  | 688  |

Le nombre d'exploitations agricoles en activité et ayant leur siège dans la commune est passé de 47 lors du recensement agricole de 1988  à 39 en 2000 puis à 34 en 2010 et enfin à 23 en 2020, soit une baisse de 51 % en 32 ans. Le même mouvement est observé à l'échelle du département qui a perdu pendant cette période 61 % de ses exploitations,. La surface agricole utilisée sur la commune a également diminué, passant de 948 ha en 1988 à 688 ha en 2020. Parallèlement la surface agricole utilisée moyenne par exploitation a augmenté, passant de 20 à 30 ha.

### Édifices civils

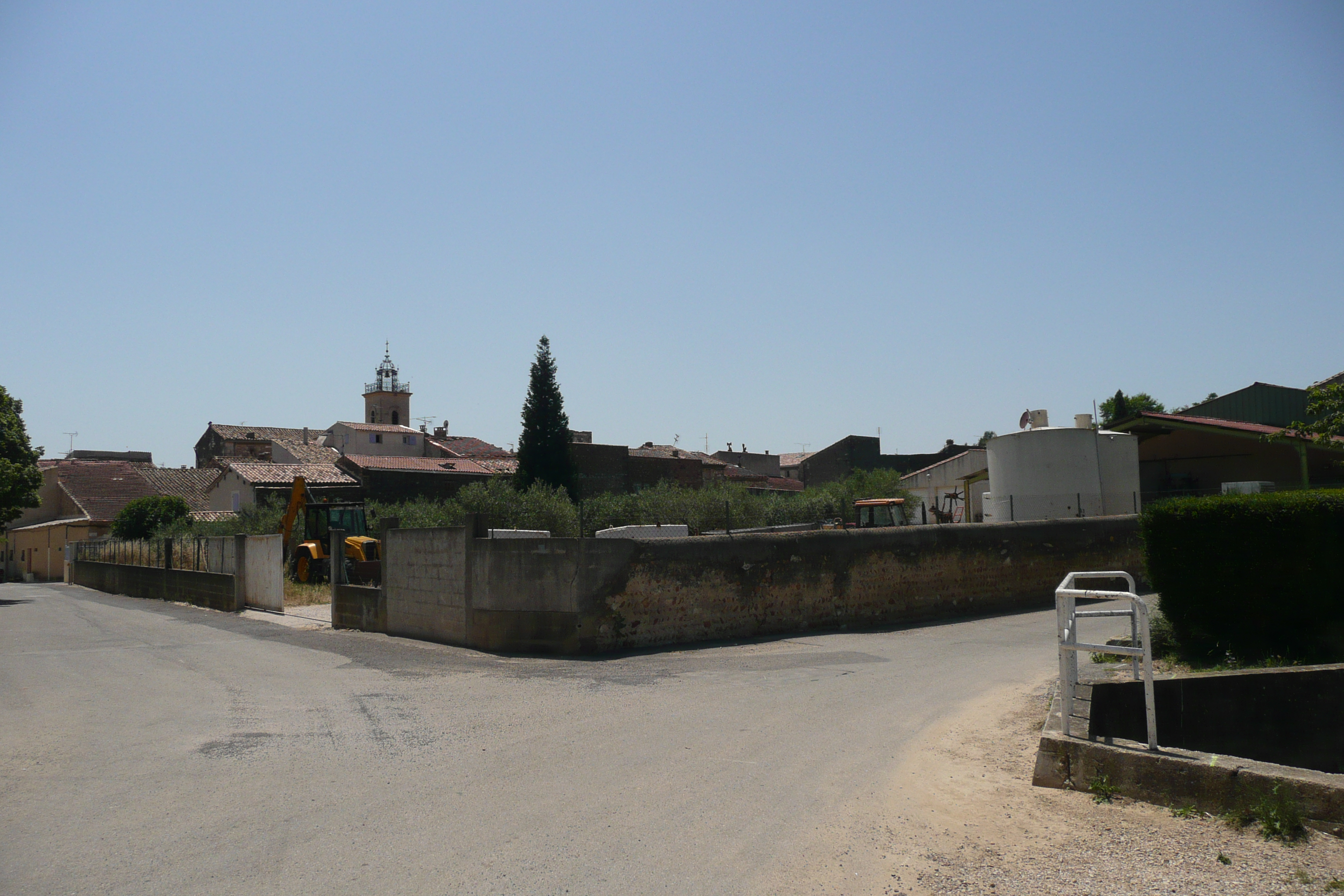
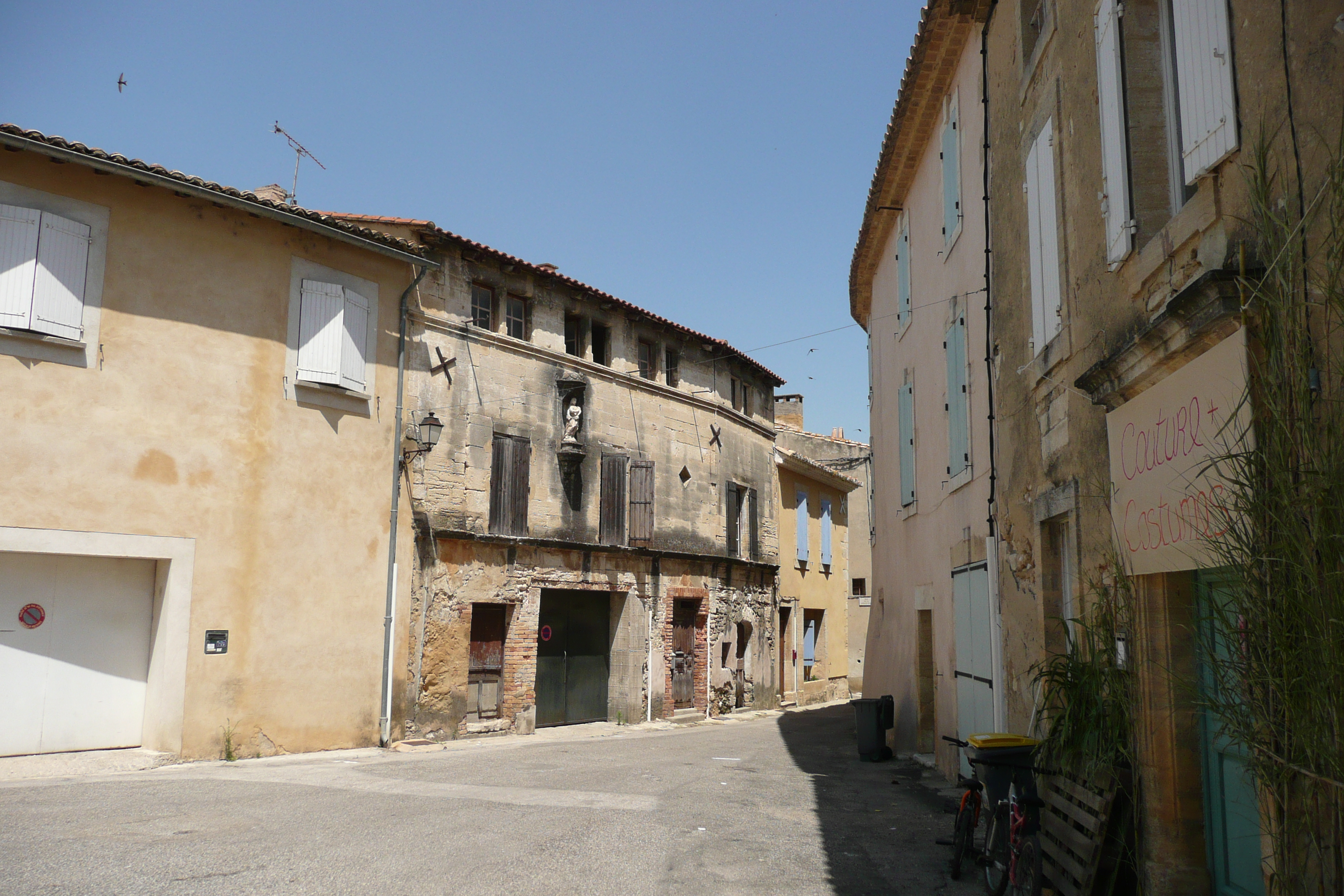
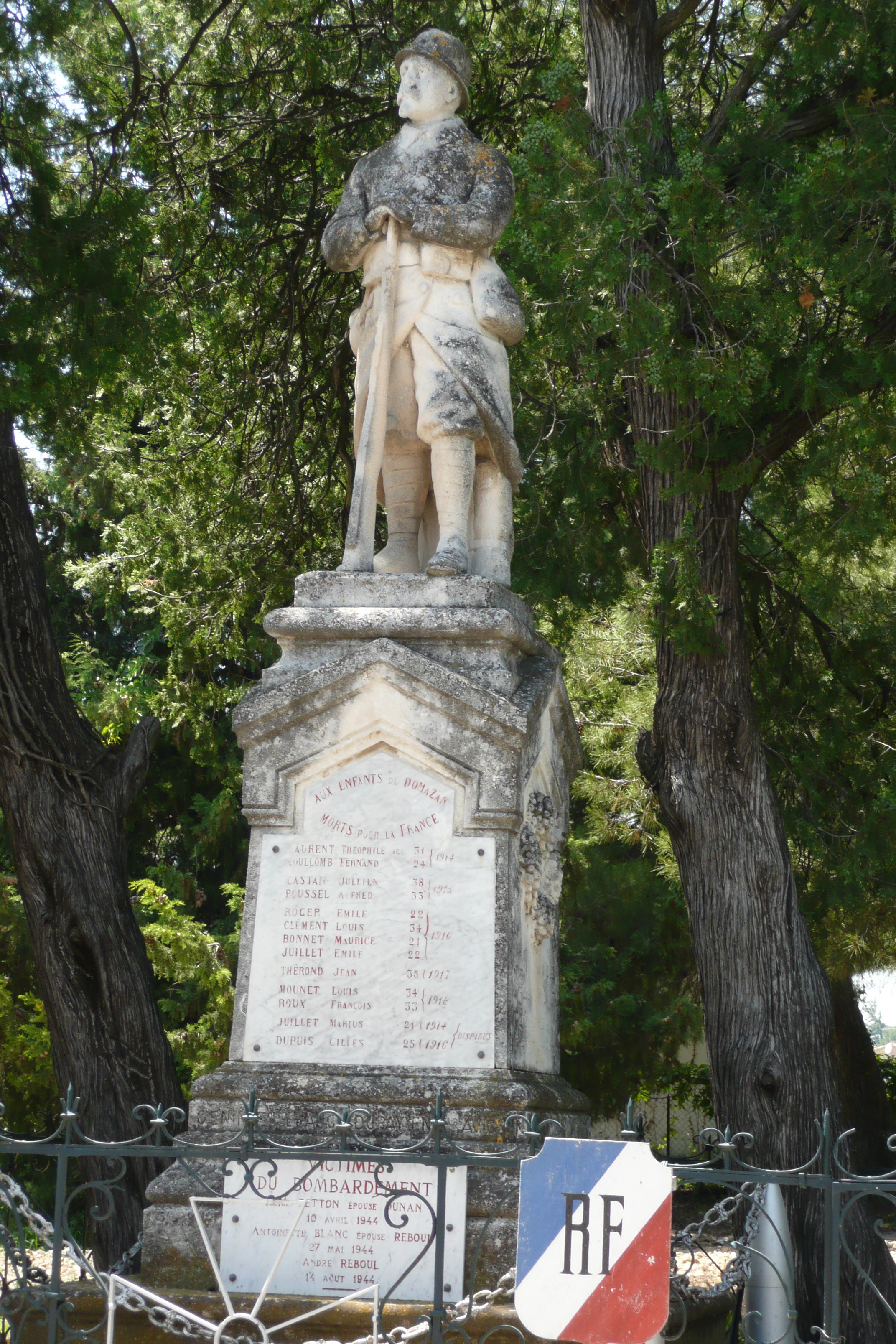

## Culture locale et patrimoine

### Édifices religieux
- Église paroissiale Notre-Dame-de-l'Assomption de Domazan dont le clocher est surmonté d'un campanile en fer forgé.

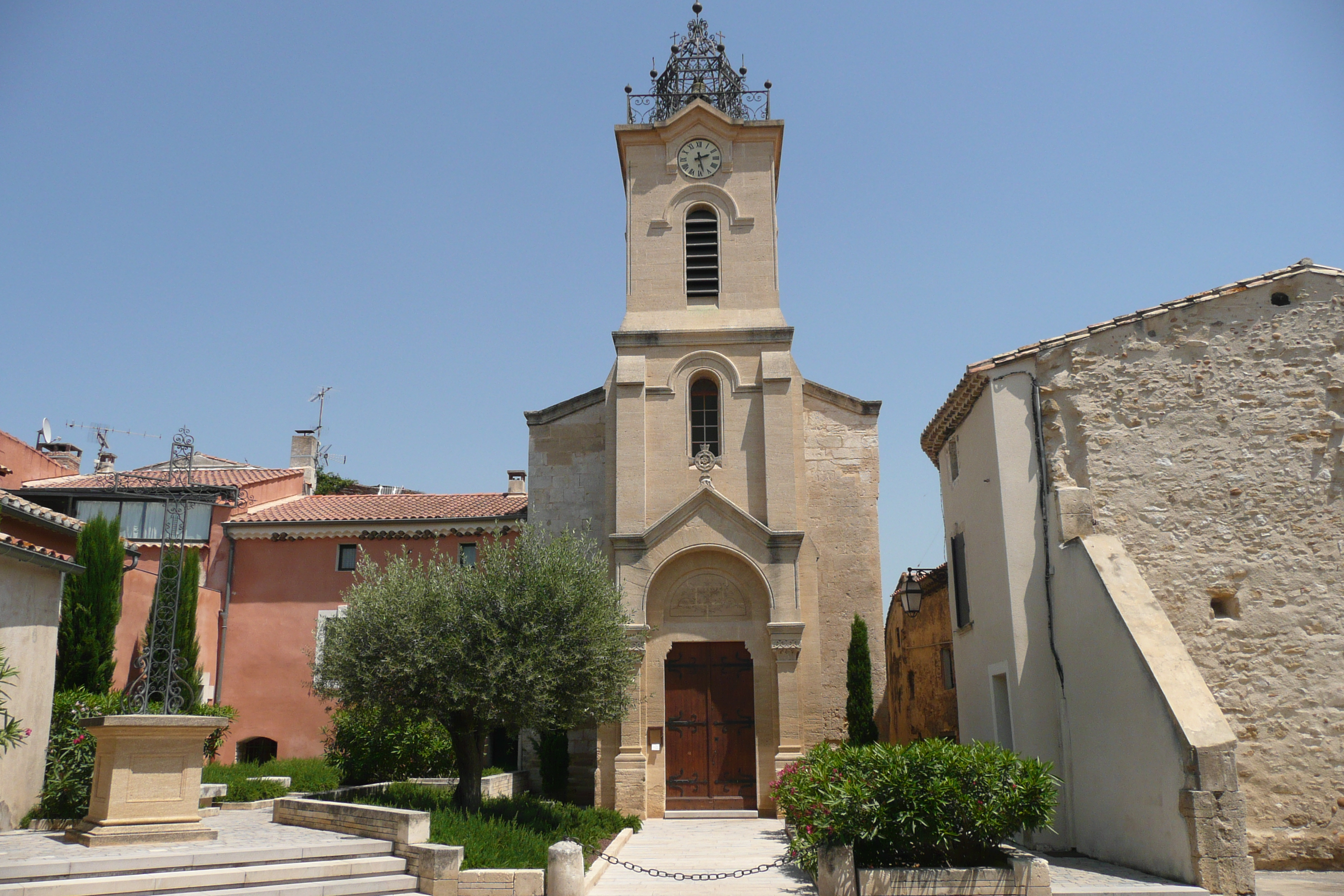
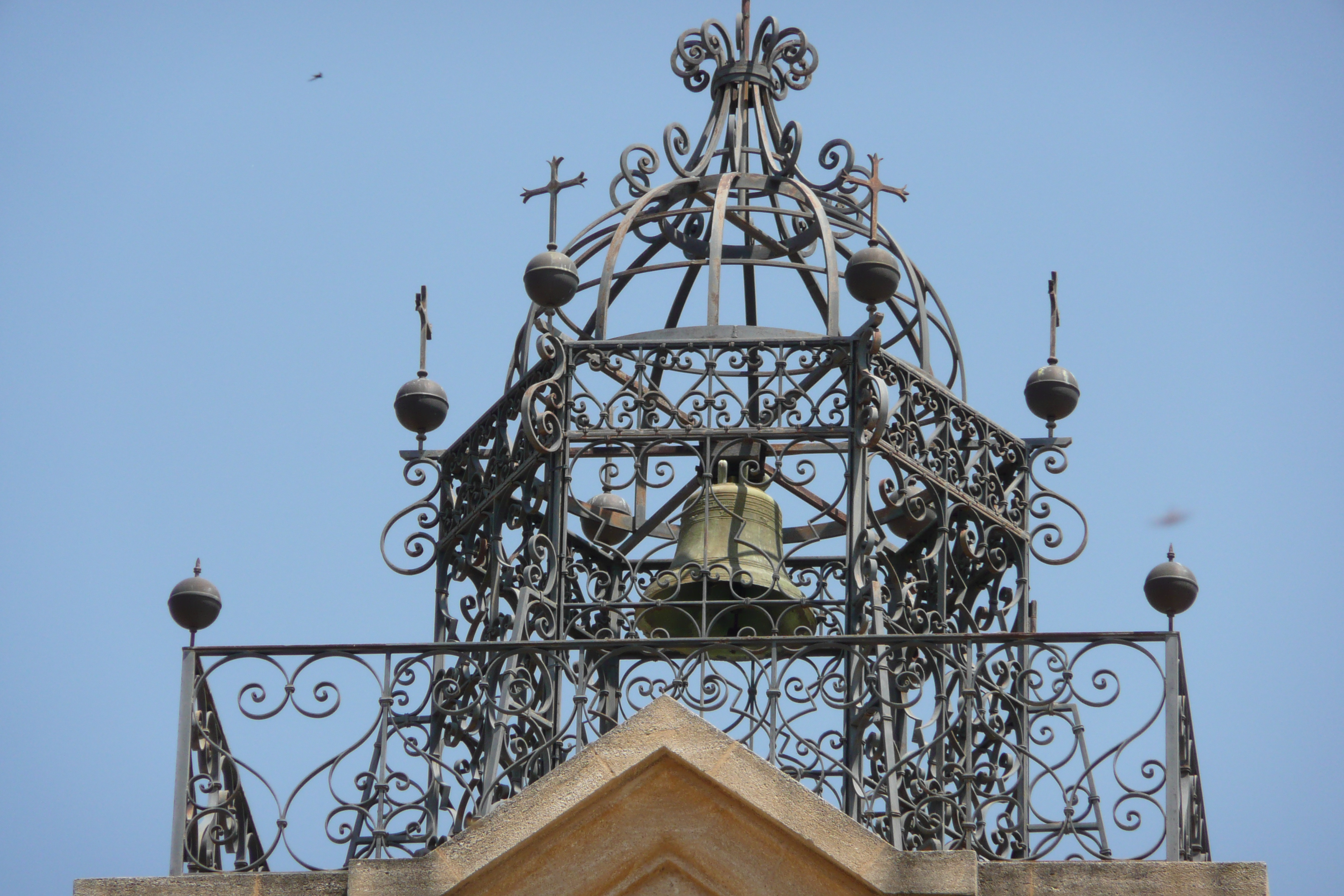

### ONG
- Bazar sans frontières Santé Développement, association humanitaire France-Madagascar.

### Patrimoine culturel
- Château de Bosc : construit sous Napoléon III, le château de Bosc accueille le musée du vélo et de la moto et un musée des enfants.

## Héraldique
| Blason de Domazan | Blason  | De sable à la fasce losangée d'or et de sable.   |
| Blason de Domazan | Détails | Le statut officiel du blason reste à déterminer. |